# مهندسی اپتیک و لیزر
دوره کارشناسی مهندسی اپتیک و لیزر و دوره کارشناسی ارشد الکترواپتیک و فوتونیک به منظور آموزش مبانی دانش اپتیک و کاربرد آن در تجهیزات اپتیکی، لیزری و فوتونیکی تدوین شده است. هدف دوره تربیت متخصصان کارآمد مورد نیاز در حوزهٔ اپتیک و لیزر می‌باشد.
ابن هیثم را پدر علم اپتیک و نور شناسی مدرن مینامند.ابن هیثم را پدر علم اپتیک و نورشناسی مدرن مینامند.
دانش‌آموختگان این دوره نیروهای متخصص در زمینه‌های زیر را تأمین می‌کنند:
1. طراحی تجهیزات اپتیکی، لیزری و اپتوالکترونیکی
2. نگهداری، تنظیم و تعمیر دستگاه‌های اپتیکی و لیزری
3. بازرسی فنی، عیب‌یابی، نصب و مدرج‌سازی تجهیزات اپتیکی و لیزری
4. شناخت، راه‌اندازی و به کارگیری و ساخت توسعه  سیستم‌های دارای تجهیزات اپتیکی و لیزری
5. کنترل کیفیت به روش اپتیکی و لیزری
6. رفع نیازهای تخصصی صنایع، حل مشکلات فنی و کمک به بهینه‌سازی فرایندهای تولید
7. همکاری در پروژه‌های تحقیقاتی، صنعتی و تولیدی در زمینه‌های فوق
8. احراز و انتقال فناوری‌های نوین

دانش‌آموختگان این دوره می‌توانند در مراکز مختلف به کار اشتغال یابند و نیازهای تخصصی در این حوزه‌ها را برطرف کنند که از آن میان می‌توان به موارد زیر اشاره کرد:
1. فعالیت در صنایع اپتیکی، مخابرات ، لیزری و الکترونیکی
2. فعالیت در حوزهٔ مخابرات نوری
3. فعالیت در حوزهٔ تشخیص و درمان‌های پزشکی مبتنی بر نور
4. فعالیت در امور  دفاعی وابسته به نور و لیزر
5. فعالیت مرتبط با نور، اپتیک و لیزر در حوزه‌های هنری مختلف
6. فعالیت در حوزه‌های خدماتی و سرگرمی مرتبط با نور و تجهیزات لیزری
7. پذیرش مسئولیت‌های فنی در صنایع اپتیکی و لیزری
8. فعالیت در واحدهای تحقیق و توسعهٔ کارخانجات مرتبط با اپتیک و لیزر